# NGC 6231
NGC 6231 es un cúmulo abierto situado en la constelación de Escorpión y a una distancia del Sol de 5.900 años luz. Fue descubierto por Giovanni Batista Hodierna
Es un cúmulo estelar muy joven, con una edad estimada en 3,2 millones de años, y destaca por su abundancia en estrellas supergigantes jóvenes y calientes mucho más luminosas que el Sol y que incluyen al menos dos estrellas Wolf-Rayet.
NGC 6231 pertenece a la asociación estelar Scorpius OB1 (no confundir con la Asociación estelar de Scorpius-Centaurus) de la que es su centro. Ésta asociación estelar incluye algunas de las estrellás más brillantes de la Vía Láctea, como Zeta1 Scorpii, así como la nebulosa IC 4628, y se sospecha que pudo haber nacido cuando el cúmulo globular NGC 6397 atravesó el disco de nuestra galaxia hace cinco millones de años.
Desde latitudes medias del hemisferio norte, éste objeto apenas se eleva sobre el horizonte S. Sin embargo, si el horizonte está limpio y despejado es fácil de ver con binoculares incluso desde lugares con moderada contaminación lumínica, apareciendo cómo una versión en pequeño de las Pléyades.
También se conoce como Joyero del norte por su simitud con el cúmulo NGC 4755.